# بني المساوى (كعيدنة)

تعديل مصدري - تعديل

بني المساوى هي إحدى القبائل التابعة لمحافظة حجة، بلغ تعداد سكانها 5000 نسمة حسب تعداد اليمن لعام 2004. عاصمتها الاداريه..قرية البث.. اهم أماكنها سوق بني المساوى المركزي الاماكن الاثريه  اللكيم. قلعة المشعفر وقرية الاتراك الاثريه المعقاب